# Joe Harris (Sänger)
Joe Harris, bürgerlich Georges Lisabeth (* 25. Dezember 1943 in Brügge, Belgien; † 1. Juni 2003 ebenda) war ein flämischer Sänger.

## Leben
Lisabeth wurde als jüngstes Kind in seiner Familie geboren. Seine Eltern führten ein Lebensmittelgeschäft und ein Café. In jungen Jahren spielte er bereits in der Koninklijke Speelschaar Sint-Franciscus-Xaverius Brugge. Im Alter von zwölf Jahren nahm er seine erste Platte unter dem Namen Joske Harris auf: M'n moeke is een engel (dt.: Meine Mama ist ein Engel). In der ersten Hälfte der sechziger Jahre veröffentlichte er eine Reihe von Singles unter dem Namen Joske Harry’s. Dann sang er englische Lieder mit seiner Band Joe Harris und The Pink Umbrellas. 1968 hatte die Band zwei Hits mit Hope of a Miracle und Daisy Does. Eine andere englischsprachige Nummer ist Home Isn’t Home Anymore. In den siebziger Jahren wechselte Harris endgültig ins Niederländische.

## Karriere
Sein erster großer flämischer Hit im Jahr 1971 war Eerst zien en dan geloven, eine Übersetzung von Chirpy Chirpy Cheep Cheep der britischen Formation Middle of the Road. Seinen größten Erfolg erzielte er 1975 mit Drink Rotwein, einem Cover der Udo-Jürgens-Nummer Griechischer Wein. Die Produktion dieses Songs, der auch in den Niederlanden zum Hit wurde, lag in den Händen des Holländers Johnny Hoes. Danach erzielte Harris noch weitere Hits wie Maria Magdalena, im Original von Karel Gott oder Santa Maria, im Original von Oliver Onions gesungen.
In den achtziger Jahren eröffnete Harris in Itegem das Disco-Restaurant „Die Seyenhof“, das er 1992 schließen musste. Seine Beziehung mit Chrissy, mit dem er mehrere Duette in seiner Karriere aufnahm, lief ebenfalls auf Grund. Ab 1994 lebte Joe Harris zusammen mit seiner neuen Freundin Linda.
1999 wurde bei ihm Speiseröhrenkrebs festgestellt. Nach einer offenbar gelungenen Operation hatte er aber weiter Schmerzen, die ihn  beim Singen behinderten.  Dennoch trat er immer noch regelmäßig in Seniorenheimen und auf Seniorenpartys auf.
Am 1. Juni 2003 wurde Harris in Brügge im Brügge-Ostend-Kanal tot aufgefunden. Laut Polizeibericht habe er Selbstmord begangen. Bei einer Obduktion wurde festgestellt, dass er an einem Herzstillstand gestorben ist.

## Diskografie
Joe Harris coverte häufig Lieder deutscher Sänger.
- 1975: Drink Rotwein (Griechischer Wein), im Original von Udo Jürgens
- 1975: El Matador, im Original von Michael Holm
- 1975: Anna-Karina, im Original von Tony Marshall
- 1976: Maria Magdalena (Wie der Teufel es will), im Original von Karel Gott
- 1977: Anita, im Original von Costa Cordalis
- 1977: Shangri-La, im Original von Costa Cordalis
- 1978: Eenmaal zul je gaan (Einmal, wenn du gehst), im Original von Udo Jürgens
- 1979: Perdona Me, im Original von Erik Silvester
- 1979: Ik wil ’n knoop aan je bloesje zjin (Ich möcht der Knopf an deiner Bluse sein), im Original von Bata Illic
- 1980: Babicka, im Original von Karel Gott
- 1980: Santa Maria, im Original von Oliver Onions, deutsche Version von Roland Kaiser
- 1981: Butterfly, im Original von Danyel Gérard
- 1982: Sharazan, im Original von Al Bano & Romina Power, deutsche Version von Marco Bakker
- 1982: Amore Mio, im Original von Andreas Martin
- 1983: Viva la Mama, im Original von Ingrid Peters & July Paul
- 1985: Joanna (Joana), im Original von Roland Kaiser
- 1986: Mamma Mia, im Original von Rex Gildo
- 1988: Palma de Mallorca, im Original von Chris Wolff